# JOCHUM
JOCHUM（ジェオチャム）は、日本のサンリオによるキャラクター。
11人組ボーイズグループ・JO1とのコラボレーションにより誕生したキャラクターであり、芸能人とのコラボレーションで誕生したキャラクターは2022年に誕生したアドローザトルマリィ以来となる。
サンリオとJO1が共同開発を行うプロジェクト 「JO1×サンリオ新キャラ開発プロジェクト」から誕生したキャラクター。各キャラクターがそれぞれ夢を持っており、みんなでシェアハウスをしている設定である。 サンリオの公式ホームページでは「人」に分類される。

## 概要
2022年6月に開催された『SANRIO FES2022』にて本キャラクターを開発する為に立ち上がったプロジェクト『JO1×サンリオ新キャラ開発プロジェクト』が始動。同年10月26日にキャラクター名が決定し、翌月7日にデビュー 。
キャラクターチーム名「JOCHUM」は JO1の「JO」と「仲間、同じ部屋に住んでいる同室者」を意味する「CHUM」を組み合わせて名付けられたものである。
公式ファンネームは「CHUMILY」。JOCHUMの「CHUM」と家族を意味する「FAMILY」を組み合わせて考えられたもので、ファンから応募された名前の候補の中から最多投票を獲得し、決定した。また、シェアハウスをしているJOCHUMとCHUMLYが「家族のような存在になれますように」という意味合いも込められている。 

## 経歴

### 2022年
- 6月12日、プロジェクト『JO1×サンリオ新キャラ開発プロジェクト』始動。公式サイト、公式X、Instagramが開設[3]。
- 10月26日、本キャラクターチーム名を「JOCHUM」と命名[2]。
- 11月7日、デビュー。同日に公式YouTubeチャンネルとTikTokが開設され、YouTubeチャンネルではJOCHUMのWebショートアニメ「JOCHUM Hello!」の配信が開始された[5]。
- 11月8日、サンリオとJO1のオンラインショップにて初グッズとなるぬいぐるみが期間限定で受注販売された[5]。

### 2023年
- 3月11日 - 3月14日、公式YouTubeチャンネルにてJO1の楽曲のダンスカバー動画を計4本配信[8]。
- 3月16日、公式Xのフォロワーが10万人を突破[9]。
- 5月12日 - 5月25日、JOCHUM初となる期間限定ポップアップショップが東京で開催され、夏には大阪でも開催された[10]。
- 7月21日 - 10月1日、JOCHUM初となるコラボカフェが東京と大阪にて開催された[11]。
- 8月9日、JOCHUMの公式ファンネームが「CHUMILY」に決定[6]。

### 2024年
- 1月29日、JOCHUMの新たなWebショートアニメとして「JOCHUM‘S HOUSE」が配信開始[12]。
- 4月20日、めざましどようび内にてテレビアニメ化が決定した[13]。
- 5月28日、テレビアニメのティザー映像とビジュアル、メインキャストが解禁された[14]。
- 6月29日、テレビアニメの放送開始が7月13日より放送開始することが発表された[15]。
- 7月13日、テレビアニメが放送開始。同年12月21日まで放送された。
- 7月20日 - 8月25日、フジテレビの夏の大型イベントであるお台場冒険王2024〜人気者にアイ♡LAND〜で「アニメJOCHUM Store Summer Adventure in お台場冒険王」と題した物販ブースが開催された[15]。

### 2025年
- 1月3日 - 1月19日、SHIBUYA TSUTAYAにてポップアップイベント「WELCOME TO JOCHUM’s HOUSE -「#ジェオチャムハウス」をのぞいてみよう- 」が開催され[16]、7月24日 - 7月30日には大阪のルクア大阪にて「WELCOME TO JOCHUM’s HOUSE IN OSAKA -「#ジェオチャムハウス」をのぞいてみよう-」として開催された[17]。
- 3月5日、新企画として『ジェオチャムドリーム』が始動[18]。
- 8月4日、テレビアニメのシーズン2がめざましどようび内にて10月4日より放送開始することが発表され、ティザー映像とビジュアルが解禁された[19]。

## 世界観
暮らすと夢が叶うと言われるシェアハウス「JOCHUM‘HOUSE」に暮らしている11人の仲間達。それぞれ各キャラクターは、夢を持っていて、11人の仲間達は夢に向かって奮闘している。
また、JOCHUMのキャラクターは各考案者の誕生日と一部キャラクターが同じ誕生日となっている。

### キャラクター
- 2024年時点でのキャラクター設定。
- CVはテレビアニメでのキャスト。

#### ピーハイ
考案者：金城碧海 CV：のぐちゆり
- 誕生日：5月5日
- イメージカラー：黒
- 好物：マンゴー
- 一人称：ピー
- 種族：黒いキツネ
- 家族構成：兄（レイン）
- 血液型：A型
- 性格：社交的だけど無口でポ－カーフェイス
- 趣味：散歩
- 特技：絵をかくこと
- 長所：社交的
- 短所：無口でポ－カーフェイス
- 口癖：イイなぁ～
- チャームポイント：大きな服と舌ペロ
- 好きな色：黒
- 好きな場所：家
- 好きな言葉：See you
- 好きなポーズ：目をかくす、ほっぺをさわる
- 宝物：大きな服、香水
- 将来の夢：パイロット

#### レイン
考案者：川尻蓮 CV：竹田海渡
- 誕生日：3月2日
- イメージカラー：青
- 好物：フルーツ
- 一人称：ぼく
- 種族：青いキツネ
- 家族構成：弟（ピーハイ）
- 血液型：X型
- 職業：マジシャン
- 趣味：人を驚かせること
- 特技：マジック
- 長所：楽しいことが好きなこと
- 短所：ずっとマジックをしちゃう事
- 口癖：どう！？
- チャームポイント：キレイな毛並み
- 好きな色：青
- 好きな場所：ステージ
- 好きな言葉：すごーい！
- 好きなポーズ：おじぎ
- 宝物：シルクハット
- 将来の夢：世界中の人をおどろかすこと

#### マイクン
考案者：河野純喜 CV：草野太一
- 誕生日：1月20日
- イメージカラー：水色
- 好物：パスタ
- 一人称：ミー
- 種族：マイク
- 血液型：O型
- 趣味：寝ること
- 特技：口笛
- 長所：関西弁
- 短所：声にエコーがかかってしまう事
- 口癖：フルアウト
- チャームポイント：まるい頭
- 好きな色：水色
- 好きな場所：温泉
- 好きな言葉：歌お
- 好きなポーズ：👍
- 大切にしているもの：喉
- 将来の夢：歌でみんなを明るくすること

#### ちまた
考案者：木全翔也 CV：吉村那奈美
- 誕生日：4月5日
- イメージカラー：ライトパープル
- 好物：スシ
- 一人称：ぼく
- 種族：うさぎ
- 血液型：A型
- 性格：元気な性格
- 趣味：ゲーム
- 特技：遊ぶこと
- 長所：元気な所
- 短所：元気過ぎる所
- 口癖：なんで？[注 1]
- チャームポイント：キラキラな目
- 好きな色：ライトパープル
- 好きな場所：近未来な所
- 好きな言葉：これが日本のネイティブ
- 好きなポーズ：メトロノームの動き（横揺れ）
- 好きな寿司のネタ：エビ、 サーモン、 大トロ
- 大切にしていること：思いやり
- 将来の夢：地球のスシを食べつくすこと

#### ヤヌカミ
考案者：與那城奨 CV：宇野翔真
- 誕生日：10月25日
- イメージカラー：緑
- 好物：ゴーヤーチャンプルー、サーターアンダギー、チョコチップクッキー、タンナファクルー
- 一人称：わし
- 種族：シーサー
- 職業：守り神
- 血液型：神型
- ニックネーム：ヤーヌ
- 趣味：家を守ること
- 特技：家を守ること
- 長所：家を守ること
- 短所：家を出ないこと、寒さに弱い所[21]
- 口癖：なんくるなる！
- チャームポイント：よくカップの中にいること
- 好きな色：緑、青、オレンジ色
- 好きな場所：家のリビング
- 好きな言葉：はっしぇ
- 好きなポーズ：マグカップに入ってじっと見つめる
- 大切にしているもの：CHUMILYとJO1
- 将来の夢：一人前の守り神になる事

#### まめちぃ
考案者：豆原一成 CV：川口桜
- 誕生日：5月30日
- イメージカラー：赤
- 好物：カレー、ハヤシ、シチュー
- 一人称：おいら
- 種族：豆柴
- 血液型：O型
- 職業：ヒーロー
- 性格：真っすぐな性格
- 趣味：ツーリング
- 特技：戦うこと
- 長所：真っすぐな所
- 短所：真っすぐ過ぎる所
- 口癖：僕が守る
- チャームポイント：マフラーとベルト
- 好きな色：赤
- 好きな場所：自然豊かな所
- 好きな言葉：ありがとう
- 好きなポーズ：ヒーローポーズ
- 宝物：みんなの笑顔
- 将来の夢：みんなの笑顔を守ること

#### ぽぽ
考案者：川西拓実 CV：石橋桃
- 誕生日：6月23日
- イメージカラー：ピンク
- 好物：アイスクリーム
- 一人称：ぽぽ
- 種族：ペンギン
- 血液型：小型
- 職業：デイトレーダー[22]
- 性格：マイペースな性格
- 趣味：食べること
- 特技：寝ること
- 長所：マイペースな所、寒さに強い所[21]
- 短所：歩くのが遅い所
- 口癖：ぽ[注 2]
- チャームポイント：おなか
- 好きな色：黄色
- 好きな場所：楽しい所
- 好きな言葉：ぽ
- 好きなポーズ：ウインク
- 宝物：洋服
- 将来の夢：楽な人生を贈ること

#### チュララ
考案者：鶴房汐恩 CV：杉山優斗
- 誕生日：12月11日
- イメージカラー：グレー
- 好物：チワワのえさ
- 一人称：ちゅる
- ニックネーム：チュル様
- 種族：チワワの宇宙人
- 血液型：真型
- 性格：芯があるけどめんどくさがり
- 趣味：宇宙旅行
- 特技：いかく
- 長所：芯がある所
- 短所：めんどくさがりな所
- 語尾：だな。
- チャームポイント：頭のツルツル
- 好きな色：暗黒色
- 好きな場所：ベッド
- 好きな言葉：だな。
- 好きなポーズ：四足歩行
- 好きな必殺ワザ：Ke（頭に乗っているタコ）からレーザー、見つめる、急な振り返り
- 宝物：自分の星のみんな
- 将来の夢：宇宙侵略

#### もこ
考案者：大平祥生 CV：山崎真花
「もこ」としか喋れなかったが、テレビアニメ化を機に語尾に「もこ」と喋るようになった。
- 誕生日：10月4日（天使の日）
- イメージカラー：黄色
- 好物：甘いもの
- 一人称：もこ
- 種族：天使
- 血液型：天使型
- 性格：優しい性格
- 趣味：人間観察
- 特技：雲の上にのれること
- 長所：人の心が読めること
- 短所：すぐねむたくなること
- 口癖：もこもこっ
- チャームポイント：可愛い羽
- 好きな色：黄色
- 好きな場所：雲の上
- 好きな言葉：もこっ
- 好きなポーズ：天使
- 大切にしているもの：ピース
- 将来の夢：世界の皆を幸せにすること

#### RURU
考案者：白岩瑠姫 CV：天希かのん
- 誕生日：11月19日
- イメージカラー：白
- 好物：クレープ、パフェ、大学いも等のデザート
- 一人称：るる
- 種族：プードル
- 職業：王子様
- 血液型：O型
- 性格：寂しがり屋さん
- 趣味：色んな所におさんぽする事
- 特技：どこでもすぐにねむれること
- 長所：かわいい所
- 短所：寂しがり屋な所
- 口癖：おなかへった
- チャームポイント：ふわふわの白い毛
- 好きな色：白
- 好きな場所：楽しい所
- 好きな言葉：るる
- 好きなポーズ：おしゃぶりをつけて眠る
- 宝物：時期によって付ける首輪やマフラー
- 将来の夢：みんなの癒しの王様になる事

#### Bira
考案者：佐藤景瑚 CV：三野雄大
- 誕生日：7月29日
- イメージカラー：オレンジ色
- 好物：日光
- 一人称：うち
- 種族：花
- 血液型：Bi型
- 性格：ヘンテコで忘れんぼう
- 趣味：うらない
- 特技：キス
- 長所：ヘンテコな所
- 短所：忘れんぼうな所
- 口癖：チュー
- チャームポイント：花びらの数
- 好きな色：キャメル色
- 好きな場所：高い所
- 好きな言葉：チュー
- 好きなポーズ：キス顔
- 好きな天気：快晴、晴れ、雨
- 宝物：花びら
- 将来の夢：JO1になる事[注 3]

#### 大家さん
CV：宇野翔真
11人の仲間達が暮らしている「JOCHUM‘HOUSE」の大家さん。

## サンリオキャラクター大賞の順位
『いちご新聞』の読者投票企画『サンリオキャラクター大賞』には2023年より参戦している。なお、2024年はちまた曰く「この時期にどうしてもやりたいことがある」とのことでエントリーしなかった。また、2025年においてもエントリーしていない。
歴代最高順位は、第38回（2023年）の14位である。
第38回（2023年）では速報発表にて、初エントリーで第5位に食い込んだ他、タイで3位を受賞した他、各投票方法別でのランキングも上位にランクインされている。
- 2024年、2025年出場なし。

- 2023年サンリオキャラクター大賞14位（いちご新聞ランキング44位）。

## アニメ

### Webアニメ
JOCHUM公式YouTubeチャンネルにて配信されているJOCHUMのWebアニメシリーズ。
2022年11月7日〜2023年1月16日まで各メンバーを紹介する「JOCHUM Hello!」が、2023年8月24日〜11月26日まで各メンバーの夢を紹介する「JOCHUM My Dream is…‼︎」が、season2となるシェアハウスの暮らしを描いた「JOCHUM‘S HOUSE」が2024年1月29日〜3月29日まで、それぞれ配信された。
話の終わりにJO1によるタイトルコールが入る。

#### 各話リスト

##### season1

###### JOCHUM Hello!(全13話)
| 話数   | タイトル           | 配信日         |
| ------ | ------------------ | -------------- |
| 1      | Hello!             | 2022年11月7日  |
| 2      | Hello! CHIMATA     | 2022年11月16日 |
| 3      | Hello! MAMEchi     | 2022年11月17日 |
| 4      | Hello! CHULALA     | 2022年11月18日 |
| 5      | Hello! micoon      | 2022年11月19日 |
| 6      | Hello! PiHAi       | 2022年11月20日 |
| 7      | Hello! moco        | 2022年11月21日 |
| 8      | Hello! POP-POH     | 2022年11月22日 |
| 9      | Hello! RAIN        | 2022年11月23日 |
| 10     | Hello! YA-NU-KA-MI | 2022年11月24日 |
| 11     | Hello! Bira        | 2022年11月25日 |
| 12     | Hello! RURU        | 2022年11月26日 |
| 13(終) | Hello! O-Yasan     | 2023年1月16日  |

###### JOCHUM My Dream is…‼︎(全11話)
| 話数   | タイトル                | サブタイトル                             | 配信日         |
| ------ | ----------------------- | ---------------------------------------- | -------------- |
| 1      | My Dream ~RURU ~        | RURUのゆめ 王様になるぞ!                 | 2023年8月24日  |
| 2      | My Dream ~moco ~        | もこのゆめ 泣いている子を笑顔にしたい    | 2023年8月29日  |
| 3      | My Dream ~PiHAi ~       | ピーハイのゆめ 空をとびたい!             | 2023年9月9日   |
| 4      | My Dream ~RAIN ~        | レインのゆめ 偉大なマジシャンになる…!    | 2023年9月18日  |
| 5      | My Dream ~micoon ~      | マイクンのゆめ ミーの歌でみんなを元気に  | 2023年9月28日  |
| 6      | My Dream ~CHIMATA ~     | ちまたのゆめ 美味しいスシを作るのだ!     | 2023年10月3日  |
| 7      | My Dream ~CHULALA ~     | チュララのゆめ 宇宙侵略はあきらめないぞ! | 2023年10月11日 |
| 8      | My Dream ~POP-POH ~     | ぽぽのゆめ 楽な人生のために              | 2023年10月18日 |
| 9      | My Dream ~YA-NU-KA-MI ~ | ヤヌカミのゆめ 立派な守り神になるのだ    | 2023年10月24日 |
| 10     | My Dream ~MAMEchi ~     | まめちぃのゆめ みんなの笑顔を守るぞ      | 2023年11月22日 |
| 11(終) | My Dream ~Bira~         | Biraのゆめ JO1にウチはなる!              | 2023年11月26日 |

##### season2

###### JOCHUM’S HOUSE (全11話)
| 話数      | タイトル                   | 紹介する部屋や場所 | 配信日        |
| --------- | -------------------------- | ------------------ | ------------- |
| EP.1      | ほくほくサーターアンダギー | リビング&キッチン  | 2024年1月29日 |
| EP.2      | パチパチポップコーン       | 〃                 | 2024年2月4日  |
| EP.3      | 夜ふかし                   | 〃                 | 2024年2月17日 |
| EP.4      | ひみつの夜食               | 〃                 | 2024年2月20日 |
| EP.5      | TAKOYAKI!                  | 〃                 | 2024年2月24日 |
| EP.6      | So HOT‼︎!                   | 〃                 | 2024年2月28日 |
| EP.7      | ある日のお庭               | お庭               | 2024年3月5日  |
| EP.8      | トレーニング!              | トレーニングルーム | 2024年3月9日  |
| EP.9      | ぽかぽかお風呂             | 露天風呂           | 2024年3月15日 |
| EP.10     | 天体観測                   | 屋上               | 2024年3月20日 |
| EP.11(終) | I CAN FRY!                 | ステージ           | 2024年3月29日 |

### テレビアニメ
2024年7月13日〜12月21日まで、『めざましどようび』内にて、7時40分ごろに『JOCHUM』のタイトルで放送された。放送後はYouTube、TVer、FODで1週間限定で見逃し配信もされた。なお、各回放送後の一ヶ月後にはJOCHUM公式YouTubeチャンネルでも配信されている。放送は年内までの予定なっており、同年12月21日の放送で最終回を迎えたが、同日にTV未放送の完全オリジナルストーリー（第25話・第26話）をFODで独占配信することが発表された。第25話は最終回放送直後となる12月21日より、第26話は12月28日より配信されている。
2025年10月4日より『めざましどようび』内にて、シーズン2として放送される。
なお、他局含むフジテレビ系列でサンリオ原作のアニメが放送されるのは「ノンストップ!」内で放送されていた「ぼさにまる」以来となり、放送終了後から翌年に放送される形となり、サンリオが制作した芸能人とのコラボレーションキャラクターがアニメ化されるのも初となった。
尚姉妹番組の「めざましテレビ」では、「ちいかわ」と「紙兎ロペ」が放送されているが、「めざましどようび」内にてアニメが放送されるのは初となった。

#### スタッフ（テレビアニメ）
- 原作・キャラクター著作 - サンリオ
- 監督 - 作田ハズム
- シリーズ構成・脚本 - 加藤陽一
- アニメーション制作 - ファンワークス
- 制作 - サンリオ・LAPONEエンタテインメント
- 美術 - 青木はつみ
- アニメーション・プロデューサー - 高山晃、望月泰江
- 制作担当 - 植木日菜子、荒木はなり
- 音響監督 - 千田耕平
- 音響効果 - 桜井鎌典
- 音楽 - 出羽幸之（UNITED CODE）
- 音楽制作プロデューサー - 佐伯栄一（UNITED CODE）、中目孝昭（LAPONEエンタテインメント）

JOCHUMプロジェクト
- サンリオ - 奥村心雪、池内慎一朗、柳宏明、井手みなみ、森戸、宗佐栞里
- LAPONEエンタテインメント - 林熙奭、北橋悠佑、孫素姈、五島拓（吉本興業）、大川直人

#### 各話リスト（テレビアニメ シーズン1）(全26話)
| 話数 | サブタイトル                         | 絵コンテ     | アニメーター               | モデル制作                                         | 作画協力 | 放送日・配信日  |
| --- | ------------------------------------ | ------------ | -------------------------- | -------------------------------------------------- | -------- | --------------- |
| 1 | おいらの出番だ！                     |              | 泉川直樹                   | 泉川直樹                                           |          | 2024年 7月13日  |
| まめちぃの夢はヒーローになること！今日もどこからか助けを求める声が！果たして無事に助けることができるのか―――。 |                                      |              |                            |                                                    |          |                 |
| 2 | 飼われてたぽ～                       |              | 泉川直樹 伊藤沙耶 鬼﨑智美 | 泉川直樹 假野紗希子                                |          | 2024年 7月20日  |
| ぽぽの夢は楽な人生。そんなぽぽには意外な過去が！？                                                            |                                      |              |                            |                                                    |          |                 |
| 3 | マジっスシ？                         |              | 假野紗希子                 | 泉川直樹 松井久美 我那覇裕太郎                     |          | 2024年 7月27日  |
| ちまたの夢は世界中のスシを食べ尽くすこと。どうやら近くにおスシ屋さんができたようで⋯？                         |                                      |              |                            |                                                    |          |                 |
| 4 | サプラーイズ！                       |              | 伊藤沙耶 鬼﨑智美          | 泉川直樹 假野紗希子 松井久美 我那覇裕太郎 難波佑季 |          | 2024年 8月3日   |
| レインの夢は世界中の人を驚かすこと！今日はJOCHUMみんなのためにサプライズマジックショーを用意したみたい！      |                                      |              |                            |                                                    |          |                 |
| 5 | 歌うしかないやろ                     |              | 泉川直樹                   | 泉川直樹 假野紗希子 難波佑季                       |          | 2024年 8月10日  |
| マイクンの夢は歌でみんなを明るくすること♪仲良しのBiraとおでかけした先は⋯？                                    |                                      |              |                            |                                                    |          |                 |
| 6 | 宇宙侵略の第一歩！                   |              | 假野紗希子                 | 泉川直樹 假野紗希子                                |          | 2024年 8月17日  |
| チュララの夢は宇宙侵略！着々と準備を進めている様子⋯！？                                                       |                                      |              |                            |                                                    |          |                 |
| 7 | わしが守る！                         |              | 伊藤沙耶 鬼﨑智美          | 泉川直樹                                           |          | 2024年 8月24日  |
| ヤヌカミの夢は一人前の守り神になること。今日もジェオチャムハウスの危機を全力で守る！！！！                    |                                      |              |                            |                                                    |          |                 |
| 8 | ハピネしゅ♪                          |              | 泉川直樹                   | 泉川直樹 假野紗希子 松井久美 我那覇裕太郎          |          | 2024年 8月31日  |
| もこの夢は世界中のみんなを幸せにすること♪心が読めるもこはみんなを幸せにできるのか⋯！？                        |                                      |              |                            |                                                    |          |                 |
| 9 | マジやるっしょ〜                     |              | 假野紗希子                 | 泉川直樹 假野紗希子 我那覇裕太郎 難波佑季          |          | 2024年 9月7日   |
| Biraの夢は世界的なアーティストになること！特技の占いで自分を占うが―――。                                       |                                      |              |                            |                                                    |          |                 |
| 10 | 癒やしてあげる                       |              | 伊藤沙耶 鬼﨑智美          | 泉川直樹 假野紗希子                                |          | 2024年 9月14日  |
| RURUの夢はみんなの癒しの王様になること。JOCHUMのみんなを癒してあげることができるのか―――！？                   |                                      |              |                            |                                                    |          |                 |
| 11 | ぶーーーーん！                       |              | 泉川直樹                   | 泉川直樹 假野紗希子 我那覇裕太郎 難波佑季          |          | 2024年 9月21日  |
| ピーハイの夢はパイロットになること！パイロットに必要不可欠なものって？！                                      |                                      |              |                            |                                                    |          |                 |
| 12 | 夢の扉はポポカード                   |              | 伊藤沙耶 鬼﨑智美          | 泉川直樹 假野紗希子 松井久美 我那覇裕太郎 難波佑季 |          | 2024年 9月28日  |
| 巷で噂のぽぽカード、それは夢が叶えられちゃうカードだった？！                                                  |                                      |              |                            |                                                    |          |                 |
| 13 | 夢への道のり                         |              | 泉川直樹                   | 泉川直樹 松井久美 我那覇裕太郎                     |          | 2024年 10月5日  |
| 噂のぽぽカードを前に、大家さんと「夢とはどんなもの？」と考えるみんなだったが―――。                             |                                      |              |                            |                                                    |          |                 |
| 14 | 緊急事態                             |              | 假野紗希子                 | 泉川直樹 假野紗希子 松井久美 我那覇裕太郎 難波佑季 |          | 2024年 10月12日 |
| 緊急事態で会議室に集められたジェオチャムのみんな。そこにあったのは1枚の謎のグラフだった―――。                  |                                      |              |                            |                                                    |          |                 |
| 15 | 大逆転                               |              | 泉川直樹                   | 泉川直樹 假野紗希子 松井久美 我那覇裕太郎 難波佑季 |          | 2024年 10月19日 |
| 謎のグラフは出番の回数だった――！？そしてその最下位はなんとぽぽだった！？                                      |                                      |              |                            |                                                    |          |                 |
| 16 | 世にも奇妙なシェアハウス             | 我那覇裕太郎 | 假野紗希子                 | 泉川直樹 我那覇裕太郎 難波佑季                     |          | 2024年 10月26日 |
| ここで暮らせば何かが起こる―――ジェオチャムハウス。謎の叫びの正体は・・・？                                     |                                      |              |                            |                                                    |          |                 |
| 17 | 名探偵レイン・事件編                 |              | 伊藤沙耶 鬼﨑智美          | 泉川直樹 假野紗希子 松井久美 我那覇裕太郎 難波佑季 |          | 2024年 11月2日  |
| ある日まめちぃが床に倒れていた！！！どうしてまめちぃは倒れているのか・・・名探偵レインの登場だ！              |                                      |              |                            |                                                    |          |                 |
| 18 | 名探偵レイン・解決編                 |              | 伊藤沙耶 鬼﨑智美          | 泉川直樹 假野紗希子 松井久美 我那覇裕太郎 難波佑季 |          | 2024年 11月9日  |
| ある日まめちぃが床に倒れていた！！！どうしてまめちぃは倒れているのか・・・名探偵レインの推理がはじまる！      |                                      |              |                            |                                                    |          |                 |
| 19 | テーマパークへゴゴゴゴゴー！！・前編 |              | 泉川直樹                   | 泉川直樹 假野紗希子 松井久美 我那覇裕太郎 難波佑季 | 髙田圭瑛 | 2024年 11月16日 |
| テーマパークに遊びにきたジェオチャムのみんな。パーク内を自由に遊ぶが―――。                                     |                                      |              |                            |                                                    |          |                 |
| 20 | テーマパークへゴゴゴゴゴー！！・後編 |              | 假野紗希子                 | 泉川直樹 假野紗希子 松井久美 我那覇裕太郎 難波佑季 |          | 2024年 11月23日 |
| テーマパークで仲良くランチタイム★それぞれ好きなメニューを注文するが―――。                                      |                                      |              |                            |                                                    |          |                 |
| 21 | インフルエンサー                     |              | 泉川直樹                   | 泉川直樹 假野紗希子 難波佑季                       |          | 2024年 11月30日 |
| Biraがインフルエンサーに！？ヤヌカミにメイクをしていくが―――。                                                 |                                      |              |                            |                                                    |          |                 |
| 22 | 兄弟ゲンカ？！                       |              | 伊藤沙耶 鬼﨑智美          | 泉川直樹 假野紗希子 我那覇裕太郎 難波佑季          |          | 2024年 12月7日  |
| レインとピーハイは仲良し兄弟。・・・今日は珍しくケンカ中！？                                                  |                                      |              |                            |                                                    |          |                 |
| 23 | 煙突                                 | 我那覇裕太郎 | 假野紗希子 我那覇裕太郎    | 泉川直樹 假野紗希子 松井久美                       |          | 2024年 12月14日 |
| もうすぐクリスマス。ジェオチャムハウスの煙突が気になるチュララとちまた。煙突の先にあったものは―――！？         |                                      |              |                            |                                                    |          |                 |
| 24 | 最終回                               |              | 泉川直樹                   | 泉川直樹 假野紗希子 松井久美 我那覇裕太郎 難波佑季 |          | 2024年 12月21日 |
| ついにアニメジェオチャムが最終回！最終回にふさわしい内容って？？？                                            |                                      |              |                            |                                                    |          |                 |
| 25 | 食べ過ぎの果てに                     |              | 伊藤沙耶 鬼﨑智美          | 泉川直樹 松井久美 難波佑季                         |          | 2024年 12月21日 |
| スシが大好きなちまた、今日は食べすぎちゃったみたい？！みんなでちまたのスシを隠すが―――。                       |                                      |              |                            |                                                    |          |                 |
| 26(終) | 限界もこ                             |              | 泉川直樹 假野紗希子        | 泉川直樹 假野紗希子 我那覇裕太郎                   |          | 2024年 12月28日 |
| いつも優しいもこ。そんなもこに降りかかる数々の事件―――。                                                       |                                      |              |                            |                                                    |          |                 |

#### 主題歌（テレビアニメ）
「寝て起きて食べて寝て 寝て起きて食べたり寝たり」
作詞作曲 -  宝生久弥/ 主題歌プロデューサー - 大川直人 / 歌 - JOCHUM
メインキャラクター11人によるエンディングテーマ。ちいかわ同様テレビ放送ではエンディングは挿入されない。

#### 放送局（テレビアニメ）
| 放送期間                                 | 放送時間             | 放送局             | 対象地域       | 備考   |
| ---------------------------------------- | -------------------- | ------------------ | -------------- | ------ |
| 2024年7月13日 - 12月21日 2025年10月4日 - | 土曜 7:40 - 7:41ごろ | フジテレビ         | 関東広域圏     | 幹事局 |
|                                          |                      | 北海道文化放送     | 北海道         |        |
|                                          |                      | 岩手めんこいテレビ | 岩手県         |        |
|                                          |                      | 仙台放送           | 宮城県         |        |
|                                          |                      | 秋田テレビ         | 秋田県         |        |
|                                          |                      | さくらんぼテレビ   | 山形県         |        |
|                                          |                      | 福島テレビ         | 福島県         |        |
|                                          |                      | NST新潟総合テレビ  | 新潟県         |        |
|                                          |                      | 長野放送           | 長野県         |        |
|                                          |                      | テレビ静岡         | 静岡県         |        |
|                                          |                      | 富山テレビ         | 富山県         |        |
|                                          |                      | 石川テレビ         | 石川県         |        |
|                                          |                      | 福井テレビ         | 福井県         |        |
|                                          |                      | 東海テレビ         | 中京広域圏     |        |
|                                          |                      | 関西テレビ         | 近畿広域圏     |        |
|                                          |                      | さんいん中央テレビ | 島根県・鳥取県 |        |
|                                          |                      | 岡山放送           | 岡山県・香川県 |        |
|                                          |                      | テレビ新広島       | 広島県         |        |
|                                          |                      | テレビ愛媛         | 愛媛県         |        |
|                                          |                      | 高知さんさんテレビ | 高知県         |        |
|                                          |                      | テレビ西日本       | 福岡県         |        |
|                                          |                      | サガテレビ         | 佐賀県         |        |
|                                          |                      | テレビ長崎         | 長崎県         |        |
|                                          |                      | テレビ熊本         | 熊本県         |        |
|                                          |                      | テレビ宮崎         | 宮崎県         |        |
|                                          |                      | 鹿児島テレビ       | 鹿児島県       |        |
|                                          |                      | 沖縄テレビ         | 沖縄県         |        |
| 全局字幕を実施。                         |                      |                    |                |        |

## コラボレーション
- フリュー
  - 「ルートミー」（2023年6月19日 - 8月31日）[34]
- SHIBUYA109
  - 「SHIBUYA109 × JOCHUM MOGMOG CAMPAIGN」（2023年7月21日 - 7月31日）[35]
    - 「JOCHUM Go to the DREAM CAFE」（2023年7月21日 - 10月1日）[36]
- ダイバーシティ東京 プラザ
  - 「JOCHUM x DiverCity Tokyo Plaza」（2023年9月13日 - 10月15日）[37]
- Mozoワンダーシティ
  - 「JOCHUM WONDER CITY」（2023年9月15日 - 10月15日）[38]
- マツキヨココカラ
  - 「マツキヨココカラでハッピーをお届け♪ JOCHUMとお買い物を楽しもうキャンペーン」（2024年1月16日 - 3月15日）[39]
  - 「マツキヨココカラでJOCHUMと毎日いっしょキャンペーン」（2024年9月16日 - 11月15日）[40]
- お台場冒険王2024〜人気者にアイ♡LAND〜
  - 「アニメJOCHUM Store Summer Adventure in お台場冒険王」（2024年7月20日 - 8月25日）[15]
- SHIBUYA TSUTAYA
  - 「WELCOME TO JOCHUM’s HOUSE -「#ジェオチャムハウス」をのぞいてみよう-」（2025年1月3日 - 1月19日）[41]
- ルクア大阪
  - 「WELCOME TO JOCHUM’s HOUSE IN OSAKA -「#ジェオチャムハウス」をのぞいてみよう-」（2025年7月24日 - 7月30日）[17]